# Wind Point, Wisconsin
Wind Point là một làng thuộc quận Racine, tiểu bang Wisconsin, Hoa Kỳ. Năm 2006, dân số của làng này là 1853 người.